# Вел
Вел (нід. Wehl) — місто в нідерландській провінції Гелдерланд. Входить до муніципалітету Дутінхем.
До початку 2005 року мало статус окремого муніципалітету.

## Галерея

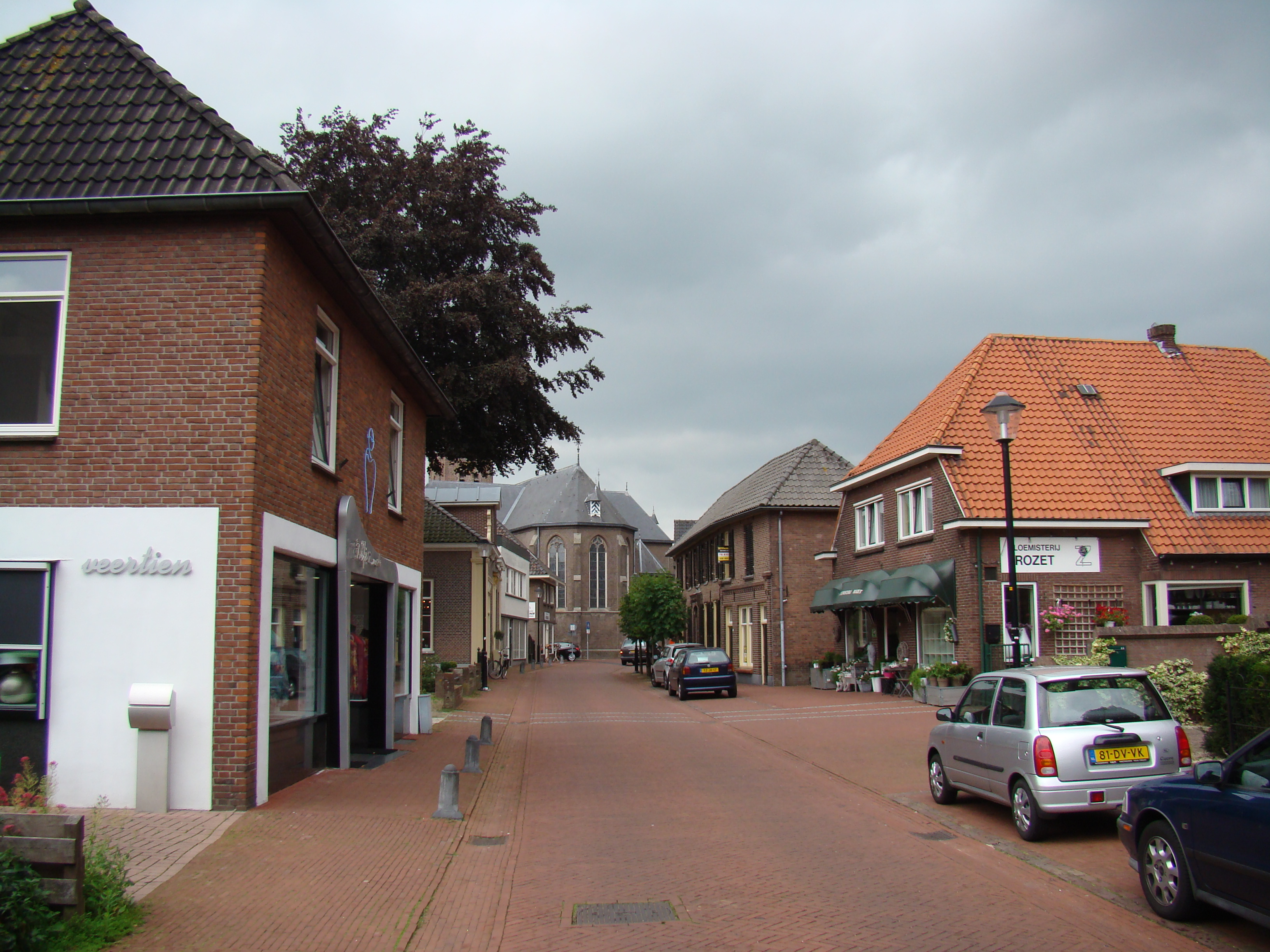
Міська вулиця
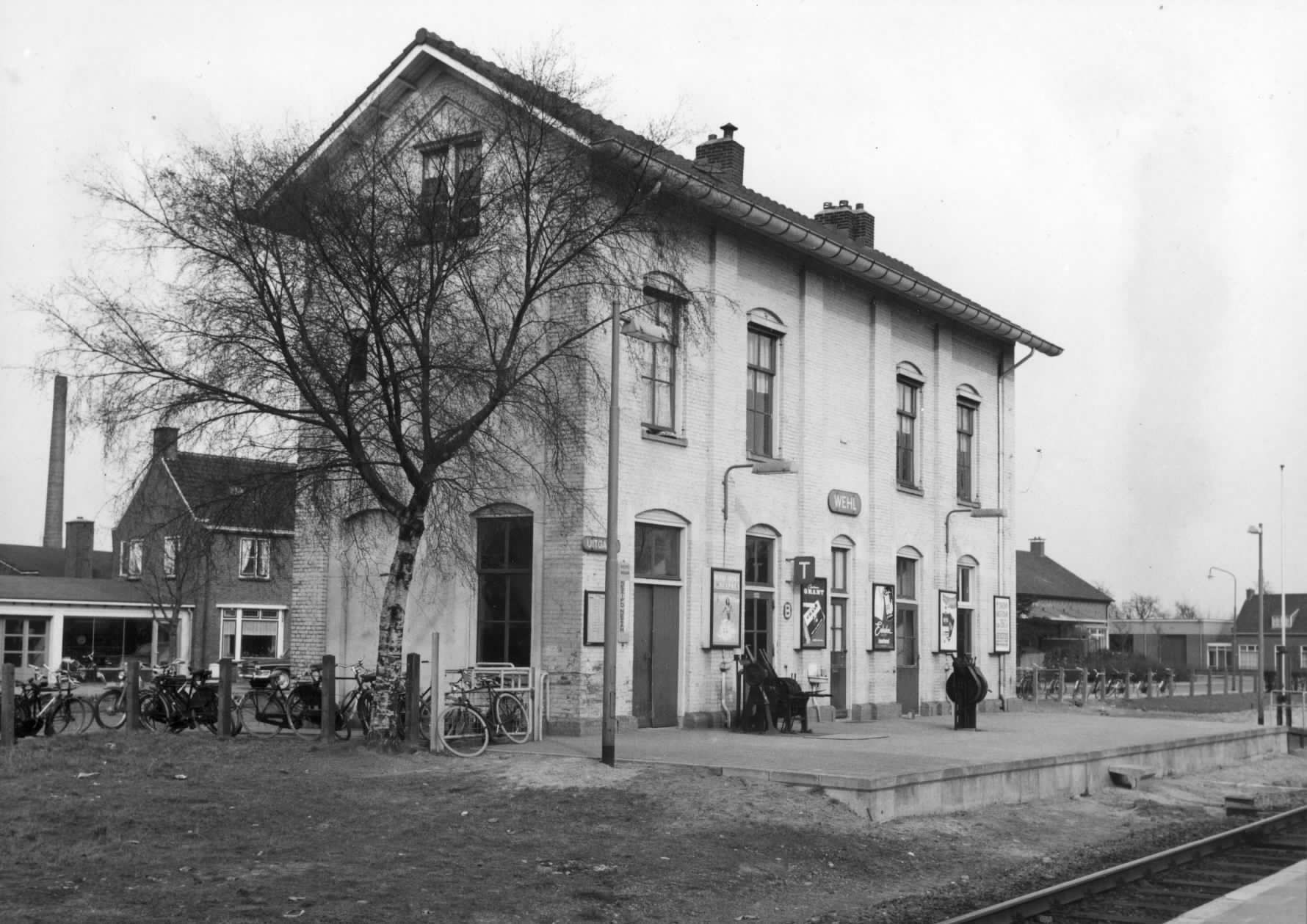
Колишня залізнична станція
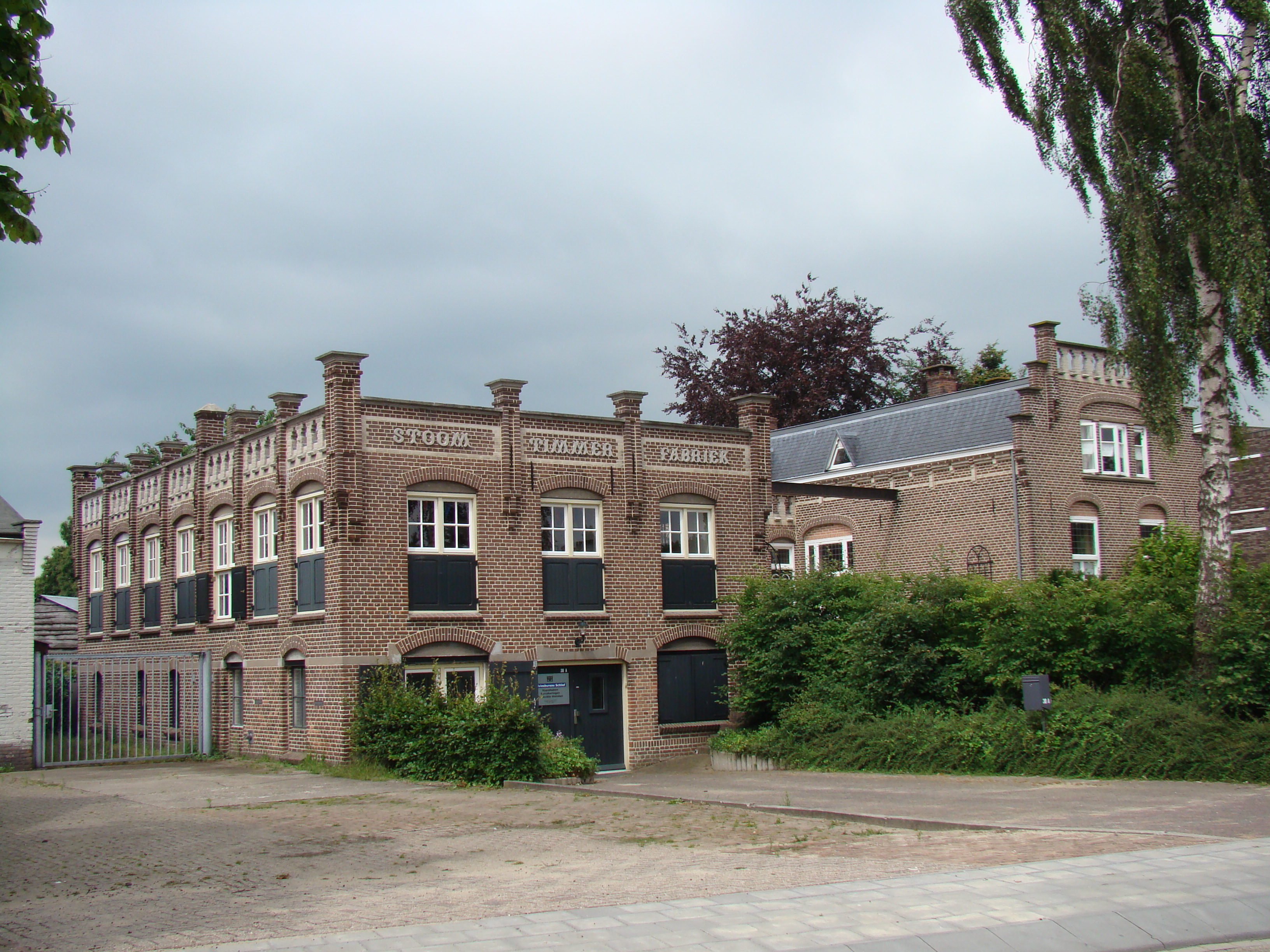
Приміщення фабрики
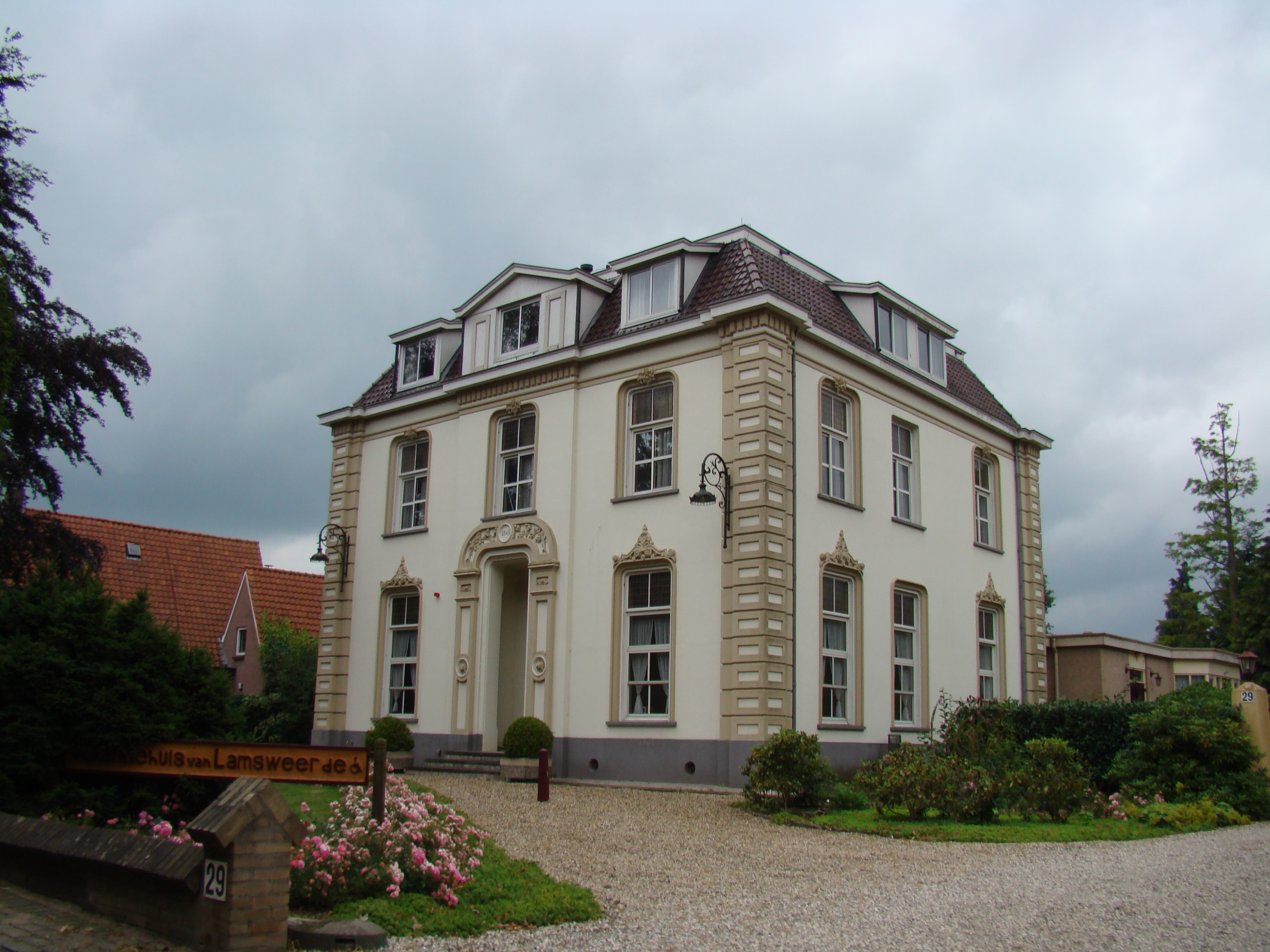
Вілла